# Теракт в Торонто (2018)
Террористический акт в Торонто произошёл в понедельник 23 апреля 2018 года в 13:30 по местному времени (UTC−4:00).
Арендованный фургон Chevrolet Express (микроавтобус) начал давить людей на тротуаре на улице Янг, Северный Йорк Сити Центр — бизнес-район Торонто, убив 10 и ранив 15 человек. Подозреваемый, 25-летний (род. 3 ноября 1992 г.) Алек Минасян, был арестован спустя 26 минут. Эта транспортно-таранная атака стала самой смертоносной в истории Канады.
Некоторые  источники характеризуют атаку как женоненавистнический терроризм, поскольку она была мотивирована местью за предполагаемое сексуальное и социальное отторжение со стороны женщин. Во время ареста Минасян назвал себя инцелом, а в предыдущих сообщениях в социальных сетях он описал предстоящую атаку как продолжение «восстания инцелов», начатого Эллиотом Роджером.

## Инцидент
Инцидент произошел примерно в 13:30 (EST) (UTC−4:00). Фургон, арендованный у компании Ryder, выехал с нарушением правил дорожного движения по улице Янг на проспект Финч к проспекту Шеппард, проехав на красный свет, и резко выехал на тротуар, сбив нескольких пешеходов. После чего покинул место преступления, проехав десяток городских кварталов.
Полиция оцепила повреждённый фургон, который был остановлен примерно через 2,3 км на юг от места начала атаки, на северном тротуаре проспекта Poyntz, на западе от Улицы Янг и в двух кварталах южнее от Проспекта Шепард, с подозреваемым водителем. Подозреваемый был арестован после короткого противостояния в 13:52 (UTC−4:00), в ходе которого он неоднократно опускал руку в задний карман брюк, демонстрируя полицейскому бумажник, будто это был пистолет. Просмотр видеоролика об аресте показывает, что он, возможно, провоцировал полицейского офицера, чтобы тот застрелил его.
Практически все пострадавшие были отправлены парамедиками в Центр медицинских наук Саннибрук, где был быстро организован центр неотложной помощи. Подтверждено, что 9 человек умерло на месте и 16 получили травмы. В 20:15 в Полицейской службе Торонто заявили о 10 погибших. В Центр медицинских наук Саннибрук было госпитализировано 10 жертв. В больнице сообщили, что два человека поступили без признаков жизни и были признаны мёртвыми после прибытия, 5 — в критическом состоянии, 2 — в тяжёлом, 2 — в удовлетворительном.
13 июня 2022 года за умышленное убийство 11 человек водитель фургона Алек Минасян был приговорён к пожизненному заключению с правом на досрочное освобождение не ранее, чем через 25 лет.